# Renault TreZor
La Renault TreZor è una concept car sportiva elettrica prodotta dalla casa automobilistica francese Renault e presentata al salone dell'automobile di Parigi del 2016.

## Contesto
Nel 2006, Laurens van den Acker, appena nominato direttore del design Renault, introdusse una strategia di design innovativa. Ispirandosi alla filosofia del "ciclo naturale della vita", caratterizzato da amore, esplorazione, creazione di una famiglia, lavoro, tempo libero e saggezza, van den Acker avviò una serie di studi di ricerca che portarono a una rielaborazione completa dell'estetica dell'intero portfolio di prodotti Renault. Nel 2010, la DeZir rappresentò il primo prototipo legato a questa strategia.
La TreZor è stata concepita come la prima di una nuova serie di concept car destinate a ispirare la successiva generazione di modelli Renault e corrisponde al petalo ”Amore" del simbolico fiore a sei petali, come la DeZir sei anni prima.

## Stile
Disegnata da Stéphane Janin e Laurens van den Acker, la TreZor è ispirata alla precedente Renault DeZir, alla Renault Alpine A110-50 e ad altre vetture del marchio, come la Spark-Renault SRT 01E.
È caratterizzata da linee basse e slanciate, con un design futuristico che include un lungo cofano, un innovativo tetto a goccia apribile, ispirato ai dischi volanti della fantascienza, e un posteriore molto rastremato, con lunotto in stile Corvette C2. Per entrare nell'abitacolo, non sono presenti portiere tradizionali; l'accesso è invece garantito da un ampio componente sollevabile realizzato in vetro e fibra di carbonio, lo stesso materiale utilizzato per la monoscocca del veicolo.
Presenta fari con tecnologia LED dalla forma molto sottile, estesi orizzontalmente e integrati nel profilo complessivo del frontale. Sotto i gruppi ottici si trovano due enormi prese d’aria. È assente la griglia centrale, poiché il motore elettrico della TreZor non necessita del raffreddamento richiesto dai motori termici. La firma luminosa esterna dell'auto si modifica quando viene attivato il sistema di guida autonoma.
Le grandi ruote, 21 pollici all'anteriore e 22 pollici al posteriore, sono dimensionate per trasferire efficacemente al suolo la potenza generata dal motore elettrico. I cerchi integrano dei deflettori in fibra di carbonio per migliorare il raffreddamento dei freni. Il motivo disegnato sulle razze è a forma di Torre Eiffel.

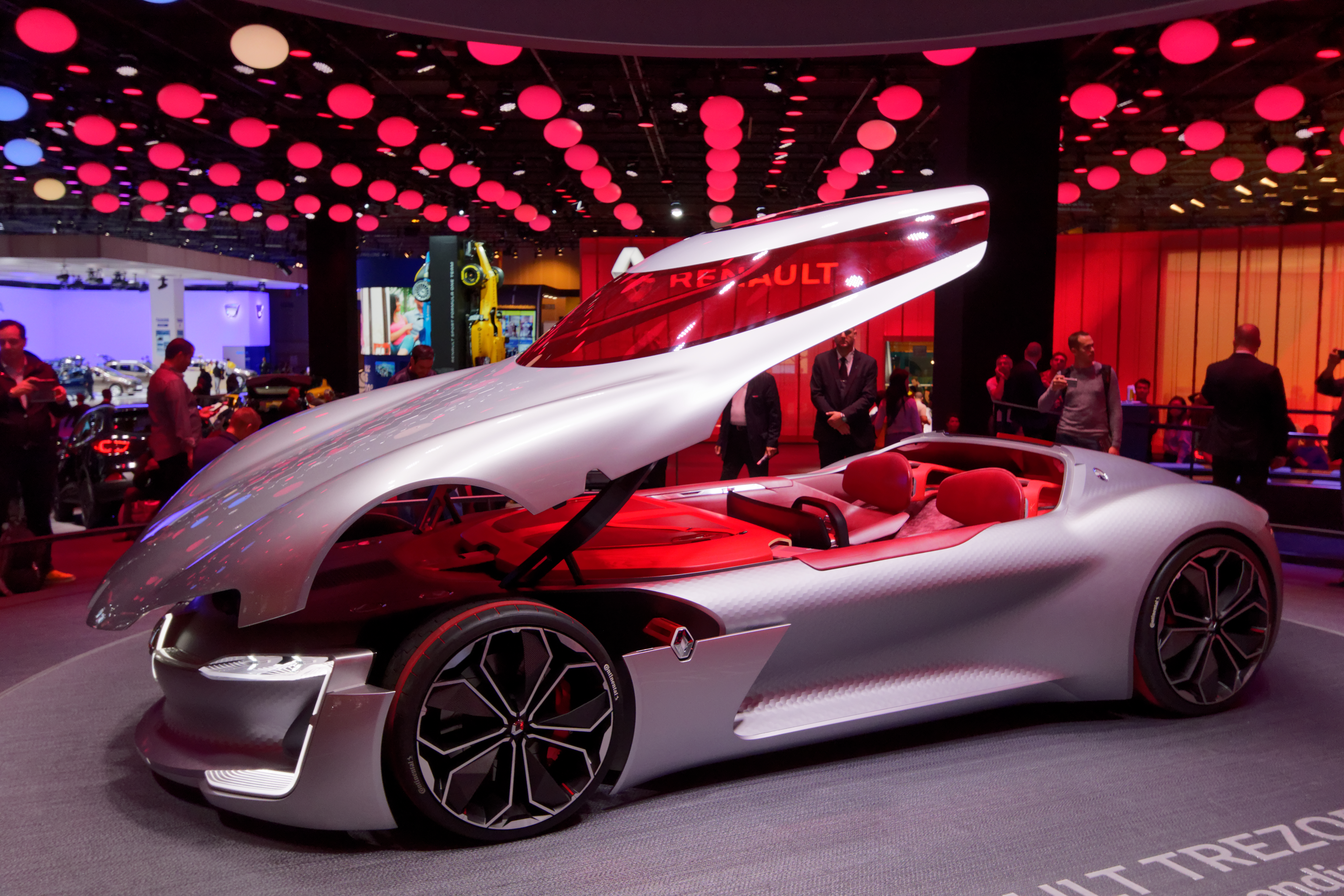

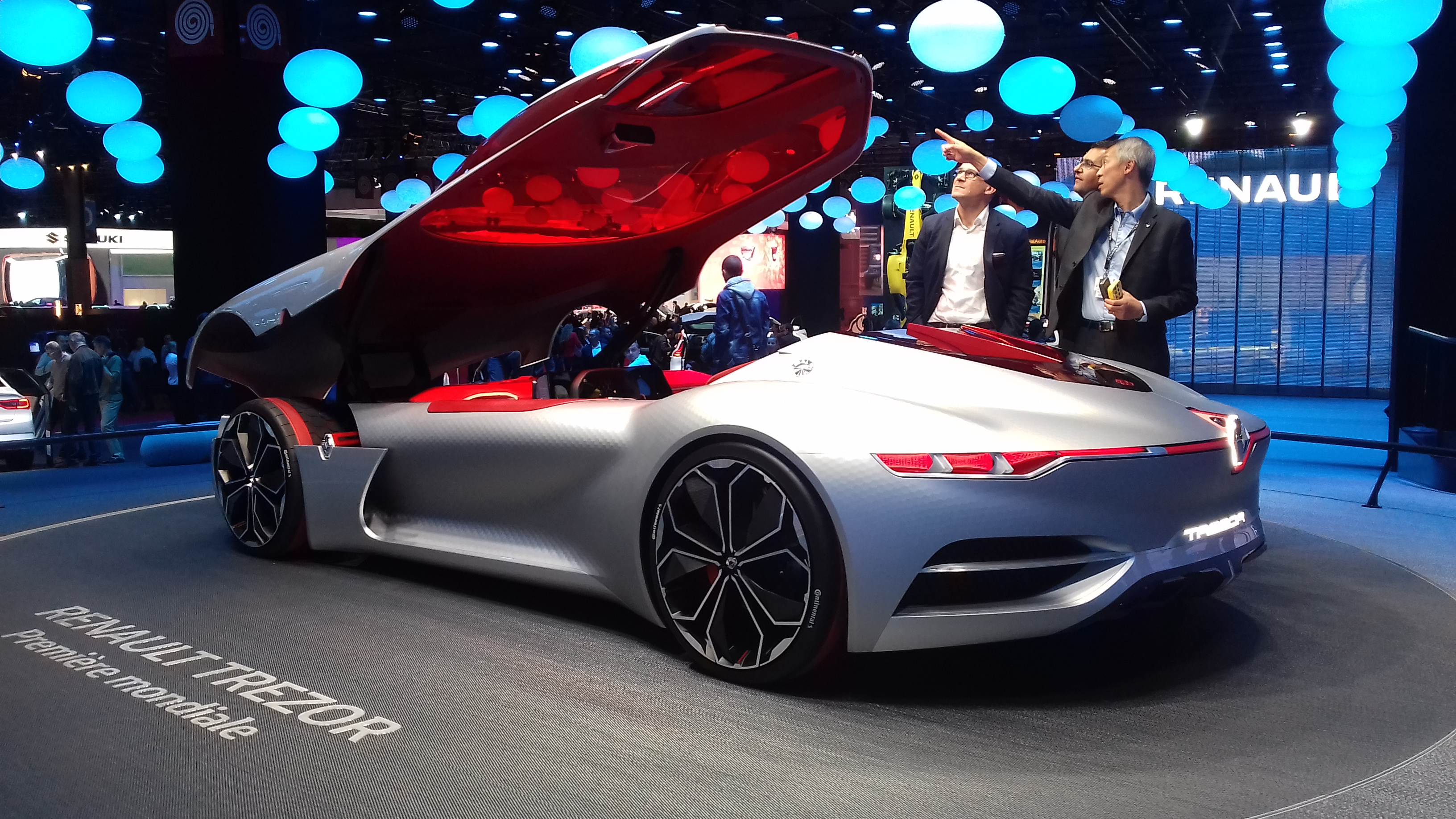
Dettaglio del sistema di apertura delle portiere

La vettura presenta soluzioni innovative anche nell'abitacolo a due posti di colore rosso. Il cruscotto a forma di L è rifinito con componenti in metallo, legno e pelle, ricreando un ambiente di alta qualità artigianale, ottenuto anche grazie alla collaborazione con il produttore tedesco di biciclette ultra leggere Keim. L'intera strumentazione è realizzata con un pannello OLED curvo e tecnologia Gorilla Glass, garantendo la massima protezione contro i graffi e un'eccellente visibilità in tutte le condizioni di luce. Le funzioni principali come climatizzazione, indicatori di direzione, opzioni di cambio e funzionamento audio restano analogiche.

## Caratteristiche tecniche
La TreZor è equipaggiata con un motore elettrico, derivato da quello utilizzato dal team Formula E Renault e.dams, in grado di sviluppare una potenza di 260 kW (350 CV) e una coppia di 380 Nm. Grazie anche al peso contenuto entro i 1600 kg e al coefficiente aerodinamico di 0,22, la concept è in grado di accelerare da 0 a 100 km/h in meno di quattro secondi, mantenendo basso il consumo di energia. Dispone di due pacchi batteria dotati di sistemi di raffreddamento indipendenti, ottimizzati mediante prese d'aria frontali a geometria variabile con struttura a nido d'ape. Inoltre, la vettura è dotata di un sistema di recupero dell'energia cinetica in frenata, sviluppato sulla base della tecnologia RESS (Rechargeable Energy Storage System) impiegata nelle vetture di Formula E.
Il baricentro ribassato a 25 cm da terra rende l'auto maneggevole e reattiva ai comandi.
Questo prototipo è dotato di un innovativo sistema di sterzo, composto da tre display, che cambia le proprie dimensioni in base alla modalità di guida selezionata: piccolo e compatto quando il conducente gestisce il veicolo, più ampio per fornire una visione panoramica dei display di bordo quando il computer assume il controllo. La gestione del sistema è affidata a un'evoluzione del sistema Multi-Sense, che permette di scegliere tra le modalità Neutral, Sport e Autonomous.

## Riconoscimenti

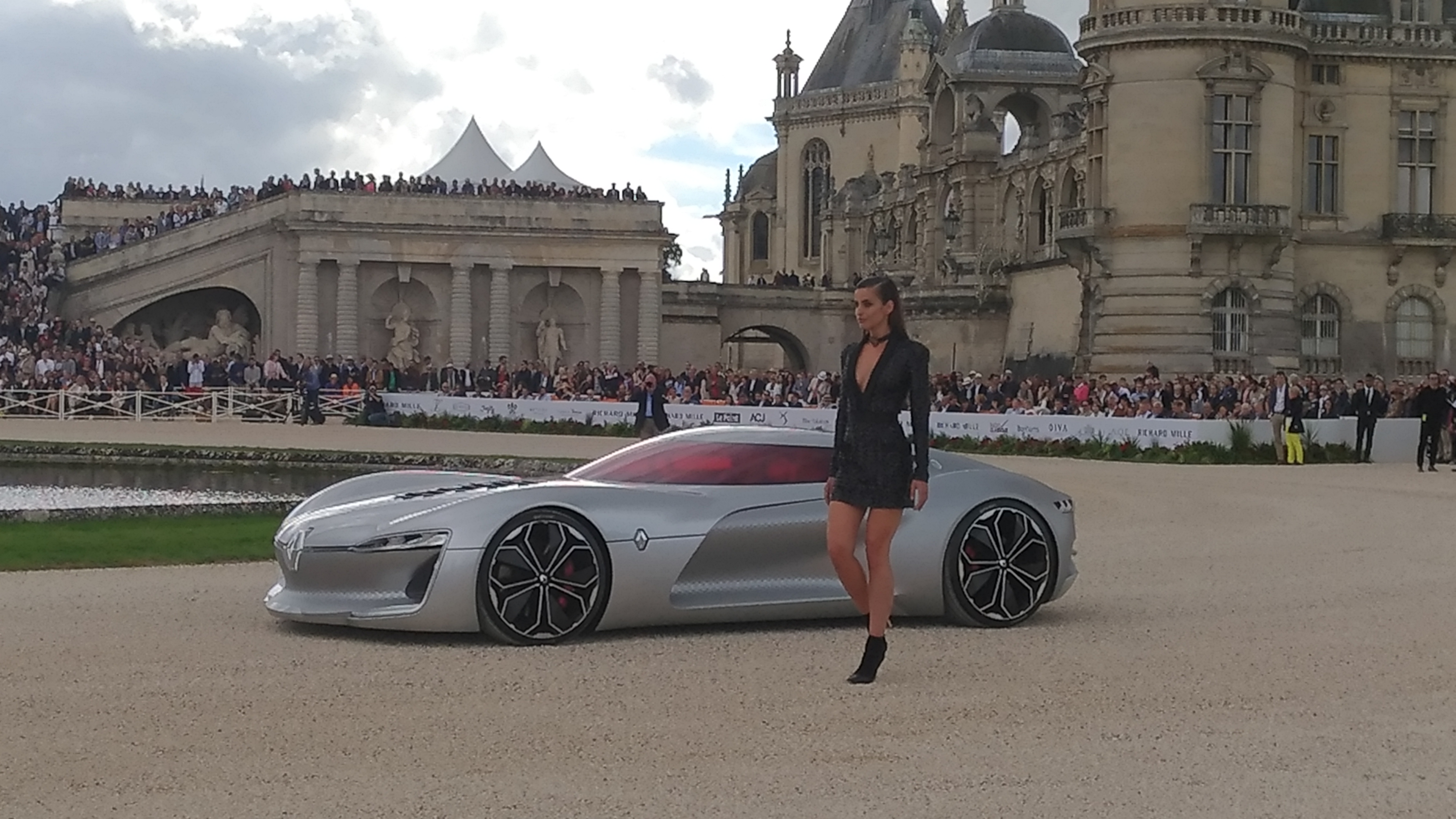
Chantilly Arts & Elégance Richard Mille 2017

Il design innovativo della Renault TreZor ha ottenuto diversi riconoscimenti, tra cui il premio come "Concept Car più bella del 2016" al 32º Festival Automobile International, il premio "Concept car più bella dell’anno" al Concorso d'Eleganza Villa d’Este 2017, il premio come "Concept car dell'anno 2016" ai Geneva Car Design Awards, e il "Premio Design" all'Auto dell'anno 2016. Infine, si è aggiudicata il primo premio ex aequo al concorso d'eleganza Chantilly Arts & Elégance Richard Mille 2017.